# 高橋美帆 (競泳選手)
高橋 美帆（たかはし みほ、1992年12月1日 - ）は、京都府長岡京市出身の日本の女子競泳選手。

## 経歴
3歳時に2歳上の兄がやっていたのに影響されて水泳を始めた。長岡京市立長岡中学校、京都外大西高等学校を経て日本体育大学体育学部体育学科在学中。
水泳を始めた当初は平泳ぎ専門であった。中学校時代に全国中学校体育大会にて、平泳ぎで決勝進出経験がある。高等学校時代に個人メドレーへ転向し、2009年のジャパンオープンで優勝。その後は右足首の故障に悩まされ成績は低迷した。
大学ではシドニーオリンピック銀メダリスト田島寧子（日体大の先輩）を育てたコーチの藤森善弘に師事することで力を付けた。2010年のパンパシフィック水泳選手権で初めて日本代表に選ばれる。2012年の日本選手権では400m個人メドレーで自己記録を更新する4分37秒71で2位となり、ロンドンオリンピック代表に選ばれた。
ロンドン五輪以降は燃え尽き症候群で記録が低迷していたが、2014年春以降は自由形の強化に取り組み、6月20日のジャパンオープン400m個人メドレーで4分35秒69の日本新をマークした。田島が持つ記録を14年ぶりに0秒27上回った。
2016年8月27日、フランスのシャルトルで開催された短水路で争われる競泳ワールドカップ第1戦女子200m平泳ぎで3位に入った。

## エピソード
長岡京市立長岡中学校時代の同級生に宇佐美貴史（プロサッカー選手）がおり、中学1年次に水泳が苦手な宇佐美が高橋に教えを乞うこともあったという。そのこともあり、また世界で活躍する同級生に対して『私も負けたくない』という思いが強いと語っている。
2011年5月のジャパンオープンで大塚美優に敗れ2位となり、自ら果たせなかった高校新記録を大塚にあっさり更新され、悔しさで人目も憚らずに号泣した。

## 主な戦績
- 2009年 - 日本選手権　400mメドレー　8位
- 2009年 - ジャパンオープン　200mメドレー　8位　400mメドレー　優勝
- 2009年 - インターハイ　200mメドレー　2位　400mメドレー　優勝
- 2009年 - 国体　200m平泳ぎ　優勝　400mメドレー　優勝
- 2010年 - 日本選手権　200m平泳ぎ　7位　200mメドレー　2位　400mメドレー　2位
- 2010年 - ジャパンオープン　200mメドレー　優勝　400mメドレー　優勝　800m自由形　5位
- 2010年 - 国体　200m平泳ぎ　2位　400mメドレー　優勝
- 2011年 - 短水路選手権　400m自由形　7位　800m自由形　2位
- 2011年 - 競泳国際大会代表選手選考会　200mメドレー　3位　400mメドレー　4位
- 2011年 - ジャパンオープン　400mメドレー　2位　800m自由形　3位
- 2011年 - ユニバーシアード　400mメドレー　2位
- 2011年 - 学生選手権　200m平泳ぎ　6位　400mメドレー　3位
- 2011年 - 国体　200mメドレー　6位
- 2011年 - ワールドカップ東京大会　200mメドレー　4位　400mメドレー　優勝
- 2012年 - 短水路選手権　200mメドレー　8位　400mメドレー　優勝
- 2012年 - 日本選手権　200m平泳ぎ　7位 200mメドレー　7位　400mメドレー　2位
- 2014年 - ジャパンオープン 400mメドレー 優勝（日本新）

## 自己ベスト
- 200m平泳ぎ　2分26秒54
- 200m個人メドレー　2分14秒32
- 400m個人メドレー　4分35秒69